# ジンケート
ジンケート（zincate）とは、亜鉛酸のことであり、これを用いた処理の名称に使われている。

## 目的
- ジンケート処理 - アルミニウムへのめっきの前処理

アルミニウムは活性の高い金属であり、空気中や水中の酸素と反応し強固な酸化被膜を形成する。この被膜を酸処理で除去したのち、亜鉛を主成分とした強アルカリ性の溶液に浸漬させ、置換反応で亜鉛を析出させる。通常はこの処理を2度繰り返す「ダブルジンケート処理」が採られる。置換析出した亜鉛上に目的のめっきを施し、密着性を高めることが本処理の目的である。
- ジンケート浴 - 亜鉛めっき

亜鉛めっきの浴種の一つで、強アルカリ性のめっき液でジンケート浴と呼ばれる。シアン化物浴に比べ低公害という利点がある。